# Polyrhachis fuscipes
Polyrhachis fuscipes är en myrart som beskrevs av Mayr 1862. Polyrhachis fuscipes ingår i släktet Polyrhachis och familjen myror. Inga underarter finns listade i Catalogue of Life.